# Fundacja Polskie Orły
Fundacja „Polskie Orły” – fundacja mająca na celu udzielanie pomocy lotnikom i rodzinom lotników, których zdrowie ucierpiało w służbie społeczeństwu. Zajmuje się również pozyskiwaniem, rekonstrukcją i ekspozycją historycznych statków powietrznych. Została założona w 1996 r.
Obecnie w swojej kolekcji zrekonstruowanych statków powietrznych Fundacja posiada: SB Lim 2 (MiG-15), CSS-13, Jak-18, a także, będący wciąż w czasie rekonstrukcji, wydobyty z dna jeziora Trzebuń i odrestaurowany samolot myśliwski z II wojny światowej Messerchmitt BF – 109G-6. Do 2005 r. Fundacja posiadała jeszcze jeden lotny samolot – PZL TS-8 Bies, który uległ wypadkowi.
Nadal oczekują na rekonstrukcję do stanu lotnego statki powietrzne będące w zasobach Fundacji, m.in. PZL SM-2, Mi-4, MIG – 21US.
Głównym źródłem pozyskiwania funduszy na cele statutowe fundacji jest organizowanie Międzynarodowego Pikniku Lotniczego „Góraszka”. Fundacja do 2011 organizowała imprezy integracyjne dla firm na lądowisku w Góraszce. Zaprzestała jednak z powodu funduszy, gdyż koszt zorganizowania pikniku wynosił 2 mln złotych.